# María Michelsen de López
María Michelsen de López (Bogotá, 17 febbraio 1890 – Bogotá, 22 gennaio 1949) è stata una first lady colombiana, moglie di Alfonso López Pumarejo, 14º e 16º Presidenti della Colombia.